# Malte Neumann
Malte Neumann (* 28. Juni 1968 in Hamburg) ist ein deutscher Musiker und Keyboarder. Er ist Gründungsmitglied der Hamburger Rockband Selig, einer der wichtigsten deutschen Rockbands in den 1990er Jahren, deren Keyboarder er von 1993 bis 2014 war. Nach der zwischenzeitlichen Bandauflösung 1997 arbeitete er u. a. als Remixer gemeinsam mit dem Schlagzeuger Stephan Eggert an dem Projekt Saunaclub sowie in verschiedenen Hamburger Medienunternehmen. Seit 2008 ist die Band Selig wiedervereint.

## Biographie
Mit neun Jahren begann er seine zunächst klassisch orientierte musikalische Ausbildung auf dem Cello und als Mitglied des Norddeutschen Kinderchores (später Hamburger Alsterspatzen). Mit dem Chor trat er an der Hamburgischen Staatsoper u. a. in Hänsel und Gretel, Der Rosenkavalier, Parsifal auf und errang den vielbeachteten 1. Platz im renommierten internationalen Chorwettbewerb in Llangollen. Keyboard und Klavier erlernte er größtenteils autodidaktisch.
Nach dem Abitur 1987 trat er seiner ersten Schüler-Band "Pickup 88" im Hamburger Vorort Ahrensburg als Keyboarder ein, dort befreundete er sich auch mit Jan Plewka – dem späteren Sänger der Band Selig – und war kurz vor der Auflösung noch Mitglied dessen Band Boss Barnes. Nach Beendigung seines Zivildienstes und einer Ausbildung zum Tontechniker arbeitete er als freier Tontechniker sowohl im Synchron- als auch im Eventbereich und spielte gemeinsam mit dem Schlagzeuger Stephan Eggert in der Hamburger Band "Get Frubi".
Nach einer ersten professionellen LP-Produktion mit der Hamburger Indie-Band Dark Orange 1992 beim Label [Hyperium] war er 1993 mit Philip Boa & the Voodooclub auf deutschlandweiter Tour.
Mit der Selig-Gründung, die 1993 einen Plattenvertrag bei Epic/Sony Music abschloss, beendete er sein Engagement bei Philip Boa. Am 26. Februar 1994, kurz vor Start ihrer ersten Tour, wurde seine Tochter Melina geboren, seine damalige Lebensgefährtin heiratete er drei Jahre später.
In den Jahren 1994 bis 1997 entstanden drei Alben und der Soundtrack zu Knockin’ on Heaven’s Door, die Band gewann 1995 den Echo (Kategorie "Musikvideo des Jahres national" für "Wenn ich wollte"). Neumann tourte quer durch Deutschland und das umliegende Ausland, drehte u. a. in Kapstadt und London und nahm nach einem ersten Amerika-Aufenthalt im Rahmen des "South by Southwest"-Festivals (Austin / Texas) das dritte Selig-Album in New York auf.
Im Sommer/Herbst 1997 – nach Produktion des "Blender"-Albums und auf dem damaligen Höhepunkt ihres Erfolges – lösten Jan Plewka, Christian Neander, Leo Schmidthals, Stephan Eggert und Malte Neumann ihre Band Selig auf.
Nach diesem persönlichen Rückschlag und einer ersten Aufnahmesession mit Kung Fu setzte er seine musikalische Tätigkeit 1998 im Remix-Duo Saunaclub gemeinsam mit Eggert für div. nationale und internationale Künstler wie Smudo, Alphaville und Echt fort.
Im Jahr 2000 trennten sich seine Frau und Malte Neumann. Er unterbrach seine musikalischen Tätigkeiten und arbeitete bis 2008 bei verschiedenen Hamburger Medienunternehmen. Er engagierte sich ehrenamtlich gemeinsam mit seiner Tochter Melina im ASV Hamburg e.V. in der Jugendarbeit und begann ein Meteorologie-Studium an der Hamburger Universität.
Im August 2008 kam es zur Reunion der Band Selig.
Seitdem war er wieder aktiv als Keyboarder tätig, das Studium unterbrach er zum Wintersemester 2009. Im Oktober 2014 stieg Neumann aus der Band aufgrund von künstlerischen und persönlichen Differenzen aus.

## Veröffentlichungen
- 1992: Dark Orange – Sounds of Silence
- 1994: Selig – Selig
- 1995: Selig – Hier, Knocking of Heavens Door: Soundtrack
- 1996: Selig – Blender
- 1997–2000: div. Remixe
- 2009: Selig – Und endlich unendlich
- 2010: Selig – Von Ewigkeit zu Ewigkeit
- 2012: Selig – Magma